# Джим Томпсон
Джим Томпсон (англ. James Myers «Jim» Thompson; 27 вересня 1906 — 7 квітня 1977) — американський письменник.

## Біографія
Народився в Оклахомі в сім'ї шерифа в невеликому місті Андарко. Батько Джима був азартним гравцем. Він розтратив казенні гроші, і був звільнений зі служби. Щоб уникнути арешту, відправився з сім'єю в Мексику. Протягом 14 років родина Томпсонів переїжджала з однієї нафтової копальні на іншу в надії розбагатіти. Нічого не вийшло. Батько Томпсона переніс інсульт, від якого не оговтався вже до самої смерті.
Джим закінчив університет Небраски. Працював на заводі і на нафтових свердловинах, вступив у профспілку «Індустріальні робітники світу». Під час Великої депресії він приєднався до федерального письменницькому проекту в Оклахомі, метою якого було видання путівників по штату. За часів сухого закону Томпсон добре пізнав світ гангстерів і корумпованих чиновників, які стали згодом героями його книг. У 1931 році він одружився.
Рішення стати письменником було продиктовано необхідністю заробітку. У 1941 році був опублікований перший роман письменника «Зараз і на Землі». У 40-ті роки Томпсон працював журналістом в «New York Daily News» і «Los Angeles Times Mirror». На початку 50-х він потрапив в «чорні списки» сенатора Маккарті за свою колишню належність до компартії. Він залишився без роботи. У ці роки він пише автобіографію «Поганий хлопець» і роман «Алкоголіки» (обидва 1953), заснований на досвіді власних непростих відносин зі спиртними напоями.
Наприкінці 1950-х років Томпсон був запрошений до Голлівуду Стенлі Кубриком. Він став співавтором двох сценаріїв цього режисера. Багато романів самого Томпсона також були екранізовані.
Сам письменник так охарактеризував свою творчість:
|  | «Є 32 способи написати оповідання, і я використав усі. Але основа сюжету завжди одна - речі зовсім не такі, якими вони нам здаються» |

## Смерть
Перенісши ряд апоплексичних ударів, Томпсон помер 7 квітня 1977 року.

## Екранізації Джима Томпсона
- Втеча (фільм, 1972)
- Покидьки (фільм, 1990)
- Втеча (фільм, 1994)
- Бездоганна репутація (фільм)
- Після настання темряви, моя дорога (фільм)
- Вбивця всередині мене (фільм) | Вбивця всередині мене]]
- Чорна серія (фільм, 1979)

## Цікаві факти
- У 2006 році було оголошено, що Стенлі Кубрик збирався поставити фільм заснований на романі «Божевільний на волі» Джима Томпсона в 1950-х роках. Але проект не був реалізований ним аж до його смерті в 1999 році.